# Aracataca (kommun)
Aracataca är en kommun i Colombia.   Den ligger i departementet Magdalena, i den norra delen av landet, 700 km norr om huvudstaden Bogotá. Antalet invånare är 35 520.